# Робинсон, Эмма
Эмма Робинсон (англ. Emma Robinson; род. 26 ноября 1971, Монреаль, Квебек) — канадская гребчиха, выступавшая за сборную Канады по академической гребле в 1990-х годах. Серебряная и бронзовая призёрка летних Олимпийских игр, трёхкратная чемпионка мира, победительница и призёрка многих регат национального значения.

## Биография
Эмма Робинсон родилась 26 ноября 1971 года в Монреале, провинция Квебек, Канада.
Занималась академической греблей во время учёбы в Университете Тринити, который окончила со степенью бакалавра наук. Состояла в университетской гребной команде, неоднократно принимала участие в различных студенческих соревнованиях. Позже проходила подготовку в гребном клубе Bayside Rowing Club в Торонто.
Первого серьёзного успеха на взрослом международном уровне добилась в сезоне 1993 года, когда вошла в основной состав канадской национальной сборной и побывала на чемпионате мира в Рачице, откуда привезла награду бронзового достоинства, выигранную в зачёте распашных безрульных четвёрок.
В 1994 году на мировом первенстве в Индианаполисе стартовала в безрульных четвёрках и рулевых восьмёрках, но сумела квалифицироваться лишь в утешительные финалы B.
На чемпионате мира 1995 года в Тампере финишировала в восьмёрках шестой.
Благодаря череде удачных выступлений удостоилась права защищать честь страны на летних Олимпийских играх 1996 года в Атланте. В составе экипажа, куда также вошли гребчихи Тоша Тсанг, Анна ван дер Камп, Джессика Монро, Хизер Макдермид, Мария Мондер, Тереза Люк, Элисон Корн и рулевая Лесли Томпсон, показала второй результат в восьмёрках, уступив более четырёх секунд команде из Румынии — тем самым завоевала серебряную олимпийскую медаль. Помимо этого, в паре с Анной ван дер Камп стартовала в безрульных двойках, но здесь попасть в число призёров не смогла — в главном финале финишировала пятой.
После атлантской Олимпиады Робинсон осталась в составе гребной команды Канады на ещё один олимпийский цикл и продолжила принимать участие в крупнейших международных регатах. Так, в 1997 году на мировом первенстве в Эгбелете она одержала победу в безрульных двойках и выиграла серебряную медаль в восьмёрках.
В 1998 году на чемпионате мира в Кёльне отметилась победой в безрульных двойках и стала бронзовой призёркой в восьмёрках.
На домашнем мировом первенстве в Сент-Катаринсе снова получила бронзу в восьмёрках и в третий раз подряд была лучшей в безрульных двойках, став таким образом трёхкратной чемпионкой мира по академической гребле. В этом сезоне ей был диагностирован рак щитовидной железы, при этом она перенесла операцию и продолжила выступать на высочайшем уровне.
Находясь в числе лидеров канадской национальной сборной, благополучно прошла отбор на Олимпийские игры 2000 года в Сиднее. Совместно с такими гребчихами как Баффи Александер, Хизер Дэвис, Элисон Корн, Тереза Люк, Хизер Макдермид, Ларисса Бизенталь, Дорота Урбаняк и Лесли Томпсон показала третий результат в восьмёрках, финишировав позади экипажей из Румынии и Нидерландов — таким образом добавила в послужной список бронзовую олимпийскую награду. Кроме того, в паре с Терезой Люк была близка к призовым позициям в безрульных двойках — в главном финале пришла к финишу четвёртой.
Завершив спортивную карьеру, в 2002 году окончила Торонтский университет, получив учёную степень в области медицины, и затем работала по специальности радиологом.